# 武雄山喬義
武雄山喬義（1974年7月29日—），原名，日本愛知縣豐橋市出生，是武藏川部屋屬下的元大相撲力士、現年寄・大鳴戸親方。
他擅長的技巧是：突冲、击推。
最高位是東前頭一。
职业战绩：260胜236负12缺(缺席)。爱好是发电子邮件。呢称「 (Tomi)」。喜欢的食品是烧肉、烤鸡肉串、咖啡。毕业于明治大学。曾参加过的体育项目是相撲及篮球。加入职业相扑后的名字:富永山→武雄山、血型：A型。

## 簡歷
- 1974年7月　生于爱知县丰桥市。
- 1989年　 从小就开始接触相扑运动的武雄山、在该年度的相扑比赛中因输于小自己两岁的田宮啓司（现[琴光喜啓司]）, 悔恨之极大哭一场之后，开始参加正式的相扑训练。
- 1997年3月　明治大学毕业、加入武藏川部屋。
- 2000年5月　升入十两级别。
- 2001年7月　十两级别优胜的有史以来最低成绩:9胜6负。
- 2001年11月 首次升入幕内、便取得了10胜5负的战绩，并因此被授予敢闘賞。
- 2002年1月　取得11胜4负的战绩，连续两场所获得敢闘賞。并即上一场所之后，再次战胜了琴光喜。
- 2007年11月　現役引退兼年寄大鳴戸襲名、断髪2008年10月4日

## 获奖情况
- 十两優勝：1回
- 敢闘賞：2回